# Parc naturel de la Bystraïa
Le parc naturel de la Bystraïa est un parc naturel situé dans le raïon de la Bystraïa, au centre de la péninsule du Kamtchatka, dans l'Extrême-Orient russe. Il est l'un des six sites classés en 1996 au patrimoine mondial de l'Unesco sous le titre de « Volcans du Kamtchatka ».
Le parc naturel de la Bystraïa, qui tient son nom de la rivière Bystraïa (ru), est à la fois le plus grand et l'un des parcs naturels les plus enclavés du Kamtchatka. Créé en 1995  il occupe une superficie de 1 325 000 ha. Il couvre une région de hautes montagnes de la chaîne volcanique centrale, surnommé la « Suisse du Kamtchatka » en raison de sa topographie et de son climat, qui offre une grande diversité de paysages. Sur son territoire s'élèvent des dizaines de volcans — parmi lesquels le plus haut volcan de la chaîne Centrale et le seul à être actif : l'Itchinski (3 621 m) — ainsi que de multiples sources thermales.
La grande majorité des plantes et des animaux connus au Kamtchatka sont présents sur le territoire du parc.
Depuis 2009 ce parc fait partie du nouvel ensemble repris sous le nom de parc naturel des volcans du Kamtchatka. 

## Faune
Le parc abrite une faune riche et diversifiée. Il renferme plusieurs espèces d'ongulés : des orignals, des rennes et la plus grande concentration de mouflons des neiges de la péninsule. Il s'avère être un grand site d'hibernation des ours bruns, l'animal emblématique du Kamtchatka.
Un nombre important de marmottes, castors, visons et carcajous sont également présents dans les montagnes et forêts du parc, ainsi que leurs prédateurs naturels (renards, loups et lynx).
Les rivières et plans d'eau du parc sont des lieux de frai importants pour toutes les espèces de saumon présentes au Kamtchatka.
L'avifaune présente dans le parc comprend plusieurs espèces d'oiseaux de proie, parmi lesquels l'aigle de mer de Steller et l'aigle royal.

## Flore
La flore du parc naturel de la Bystraïa est caractérisée par une grande zone de toundra alpine luxuriante, des prairies et de taïga — des forêts de bouleaux et de conifères. Les forêts de conifères de la région sont uniques et ne sont présentes nulle part ailleurs au Kamtchatka.

## Peuple autochtones
L'un des principaux objectifs du parc est de préserver le mode de vie traditionnel des Évènes qui vivent dans les villages d'Anavgaï et d'Esso, situés sur le territoire du parc. De plus, le parc revêt une importance sur les plans historique et culturel que cela soit d'un point de vue archéologique dans la mesure où il renferme des vestiges des peuples Évènes, Koriaks et Itelmènes.
Le parc naturel de la Bystraïa est la seule zone naturelle protégée du Kamtchatka où les représentants des peuples autochtones Évènes, Koriaks et Itelmènes vivent selon leur mode de vie traditionnel. Depuis des temps immémoriaux, les indigènes du Kamtchatka se sont livrés à l'élevage de rennes, à la chasse, à la pêche et à la cueillette de plantes sauvages. Des peuplements forestiers, traditionnels des peuples autochtones du Nord — camps d'éleveurs de rennes nomades et sites de pêche appelés rybalkas — sont dispersés sur le territoire du parc.
Les habitants de Kamtchatka appellent souvent la vallée de la rivière Bystraïa, la « Suisse de Kamtchatka ». La région, protégée des vents, possède un climat sec et de nombreuses sources thermales aux vertus thérapeutiques.

## Climat
Contrairement à d'autres régions du Kamtchatka, le climat de la région possède les caractéristiques d'un climat continental avec des hivers doux et des étés chauds. Grâce aux sources chaudes qui jaillissent du sol, les habitants d'Esso et d'Anavgaï cultivent des fruits et légumes frais toute l'année. Les immeubles d'habitation et certains bâtiments sont également chauffées par ce biais.